# Adigejszk
Adigejszk (oroszul Адыгейск, adige nyelven Адыгэкъалэ), város Oroszországban, az Adige Köztársaságban. 1976-ban Teucsezsszk névre keresztelték át, majd 1992-ben visszakapta eredeti nevét.

## Népesség
- 1989-ben 12 548 lakosa volt.
- 2002-ben 14 568 lakosa volt, melyből 11 426 adige, 2 634 orosz, 92 ukrán, 65 örmény.
- 2010-ben 14 659 lakosa volt, melyből 11 549 adige, 2 470 orosz, 78 örmény, 61 cserkesz, 42 ukrán stb.